# Ichang-dong
Ichang-dong (koreanska: 이창동)  är en stadsdel i staden Naju i provinsen Södra Jeolla i den sydvästra delen av Sydkorea, 290 km söder om huvudstaden Seoul.